# ماپی (رپر)
ماپی (به انگلیسی: Mapei) با نام کامل ژاکلین ماپی کامینگز (به انگلیسی: Jacqueline Mapei Cummings) (زاده ۲۰ دسامبر ۱۹۸۳) خواننده و رپر آمریکایی-سوئدی است.